# Hilda Hongell

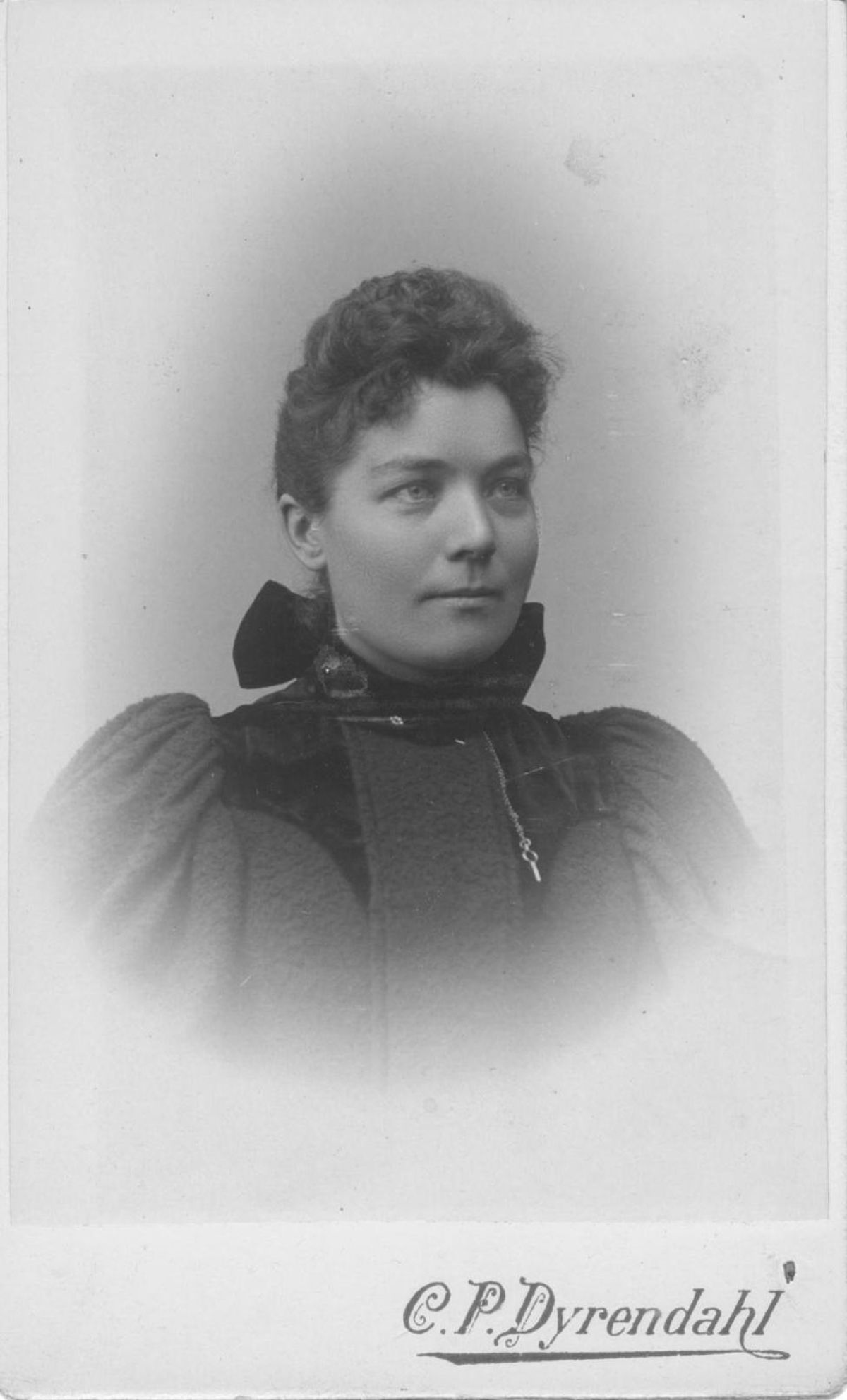
Hilda Hongell

Hilda Elisabeth Hongell  (* 16. Januar 1867 in Mariehamn, Finnland; † 10. Juni 1952 in Gamlakarleby, Finnland) war eine finnische Baumeisterin. Sie war die erste Frau, die in Europa einen Baumeistertitel erhielt.

## Leben und Werk

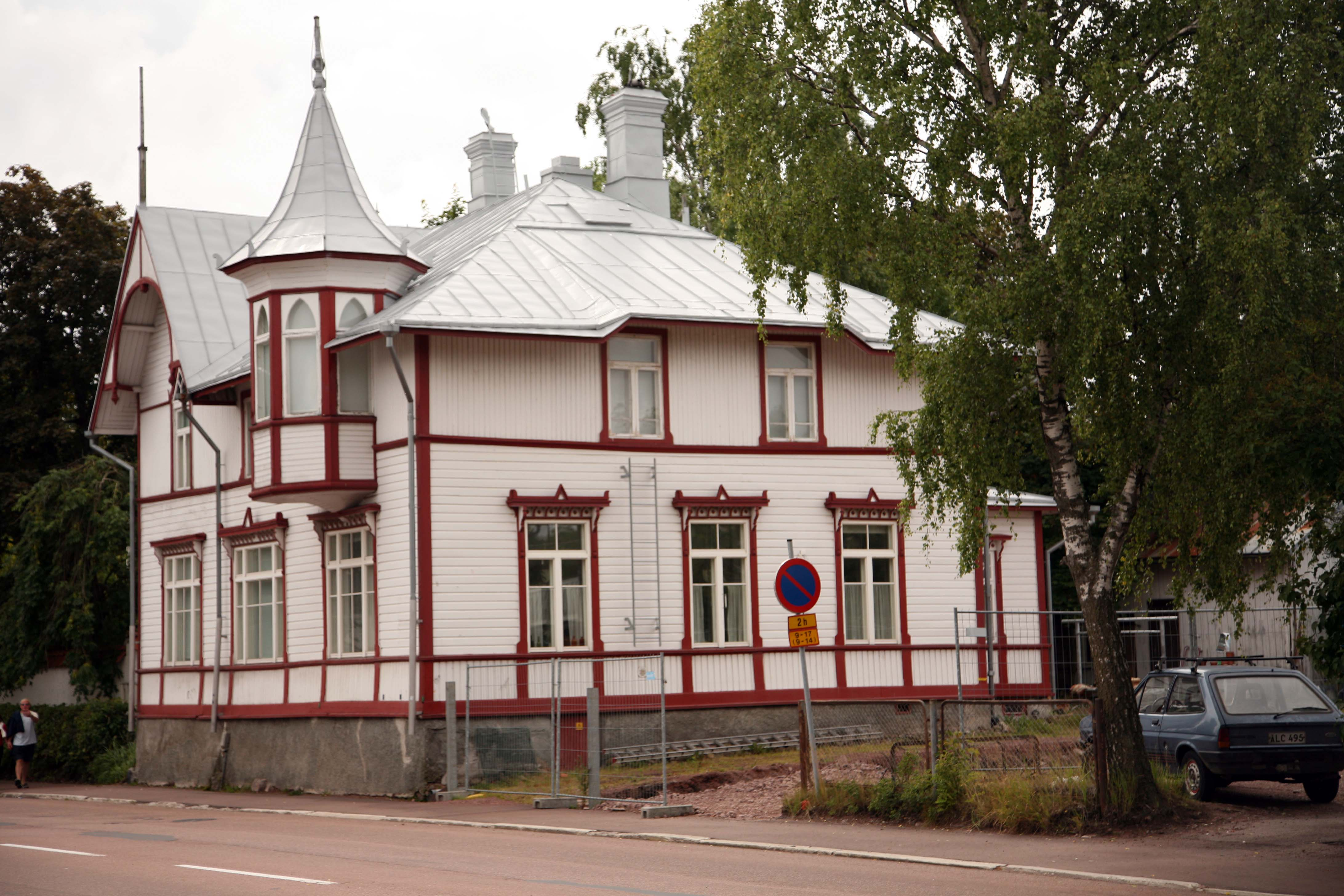
Holzvilla in Mariehamn, entworfen von Hilda Hongell 1897

Hongell war das älteste Kind von Johan Sjöblom, der mehrere Gebäude in Mariehamn plante. Sie besuchte nur die Grundschule, weil es zu dieser Zeit keine anderen Mädchenschulen in der Stadt gab. Als ihr Vater starb, wandten sich die Stadtbewohner mit ihren Bauplänen an sie und 1889 erstellte sie ihre ersten Hauspläne für Mariehamn.
Hongell versuchte zunächst sich an der Stockholmer Technischen Schule einzuschreiben, aber Anfang der 1890er Jahre wurden dort keine Studentinnen zugelassen. Stattdessen trat sie 1891 als vierte Studentin in die schwedischsprachige Abteilung der Helsinki School of Industry ein, um Baumeisterin zu werden. Sie erhielt den Status einer zusätzlichen Schülerin, genau wie Adèle Nikander, Alma Hokkanen und Hilda Ekqvist zuvor. Während ihres gesamten Studiums fertigte sie weiterhin Bauzeichnungen für Mariehamn an.
Sie absolvierte die Schule 1893 und war die erste Frau in der gesamten nordischen Region und möglicherweise der westlichen Welt, die ihren Abschluss machte und sich Baumeisterin nennen durfte. Ihr Lehrer, der Architekt Magnus Schjerfbeck, riet ihr, ihre Ausbildung fortzusetzen. Für die nächsten zwei Jahre schrieb sich Hongell sowohl am Finnischen Zentrum für Kunst und Handwerk als auch an der Zeichenschule des Finnischen Kunstverbandes ein. Hongell kehrte 1895 als Zeichenlehrerin an der städtischen koedukativen Schule nach Mariehamn zurück. Gleichzeitig arbeitete sie als Organistin in der Stadt und fertigte in ihrer Freizeit Baupläne an. Es kamen ständig Zeichnungsaufträge aus Åland, da es in den 1890er Jahren einen Bauboom gab, als die Stadt zu einem Badeort wurde.
Im darauffolgenden Jahr kehrte sie nach Helsinki zurück, wo sie als Zeichnerin im Architekturbüro von Elia Heikel und Selim A. Lindqvist mit der ersten finnischen Architektin Signe Hornborg zusammenarbeitete. 1897 heiratete sie Sanfrid Hongell und plante noch einige Jahre Gebäude in Mariehamn. Im Stadtarchiv von Mariehamn sind 74 Prozent der Zeichnungen von 1890 bis 1900 mit Hongell oder Sjöblom signiert. Ihr Name taucht nie in den Zeichnungen des Architekturbüros auf, weil sie die Ideen von Heikel und Lindqvist umsetzen musste. Noch heute ist bekannt, dass sie an der Umgestaltung der größten Projekte wie dem Tallberg House beteiligt war.
Ihr Ehemann wurde von der Stadt Helsinki zum Baumeister ernannt und sie arbeitete mit ihm zusammen. Das Ehepaar gründete die Firma S & H Hongell und unter anderem entwarfen sie 1900 ein Badehaus am Ursiner Felsenpark in Helsinki. Erst als das zweite Kind im Jahr 1900 geboren wurde, konzentrierte Hongell sich auf die Betreuung der Familie. Insgesamt wurden sechs Kinder geboren. Der erste Sohn Olof Hongell (1898–1919) war einer der ersten Piloten Finnlands und der dritte Sohn Göran Hongell (1902–1973) war ein bekannter Designer von Glaswaren. 
Fast alle von Hongell entworfenen Häuser waren Wohngebäude aus Holz, von denen viele noch existieren. Hongell entwarf 98 Gebäude in Mariehamn, hauptsächlich Stadthäuser und Bauernhäuser, von denen 44 noch heute stehen. Ihr Baustil entwickelte sich im Laufe der Zeit zu einer Kombination aus Neo-Renaissance und Schweizer Stil. Ebenso zeigt sich der Einfluss des Jugendstils sich in ihren Bauten.
Hongell starb 1952 im Alter von 85 Jahren.

## Ehrungen
Im Sommer 2007 fand in Helsinki eine Ausstellung über die Architektur von Hongell zusammen mit ihrem Zeitgenossen Lars Sonck mit dem Titel „Die alte Architektur von Mariehamn“ statt.
Im Jahr 2000 wurden anlässlich des 48. Todestages von Hongell zwei Briefmarken von Åland, welches ein eigenes Postwesen hat, mit Hausmotiven von Honggell herausgegeben.